# Ulica Stanisława Przybyszewskiego w Łodzi
Ulica Stanisława Przybyszewskiego w Łodzi – ulica w Łodzi, biegnąca od placu Władysława Reymonta i skrzyżowania z ulicą Piotrkowską, aż do skrzyżowania z aleją Hetmańską, na granicy Olechowa i Janowa. 
Na odcinku od ulicy Piotrkowskiej aż do alei Książąt Polskich, trakt pełni rolę arterii komunikacyjnej, stanowiącej alternatywę dla Trasy W-Z, aby na samym jej końcu przeobrazić się w drogę gruntowo-płytową o minimalnym znaczeniu komunikacyjnym, przeznaczoną w przyszłości do dalszej rozbudowy.
Ulica została wytyczona wraz z przekształceniem Łodzi w osadę przemysłową, jako trakt łączący nową osadę Łódkę z wsią Zarzew, aby z biegiem lat stać się arterią komunikacyjną, łączącą Górniak z osiedlem Zarzew, następnie z południem osiedla Widzew Wschód i Augustowem, a od 1990 roku z Olechowem i Janowem.

## Historia
W latach 1824–28, na południe od Nowego Miasta (na terenach miejskich oraz rządowych), utworzono kolejną osadę przemysłową, przeznaczoną pod osiedlenie przede wszystkim tkaczy lnu i bawełny, którą nazwano Łódka. Osada położona była wzdłuż traktu piotrkowskiego i rzeki Jasień, a także obejmowała wieś rządową Wólka, Zarzew oraz Widzew.
Podczas regulacji ulicy Piotrkowskiej na terenie nowej osady, wyznaczono przebieg siedmiu nowych przecznic oraz m.in. dochodzącą do niej ulicę, którą nazwano Zarzewska, a także Górny Rynek (obecny plac W. Reymonta). Nowa ulica została po raz pierwszy przedstawiona na planie sporządzonym przez geometrę Jana Leśniewskiego w 1825 roku.

### Nazwy ulicy
- Zarzewska (bądź czasem Starozarzewska) – 1826–1915[3]
- Boehmische Linie – 1915–18[3]
- Zarzewska – 1918–20[3]
- Aleksandra Napiórkowskiego – 1920–40 (końcowa część ulicy do roku 1940 dalej jako Zarzewska), jako upamiętnienie poległego w wojnie polsko-bolszewickiej posła PPS, przed wojną mieszkającego wraz z żoną Alicją na tejże ulicy,
- Boehmische Linie – 1940–45[3]
- Aleksandra Napiórkowskiego – 1945–52[3]
- mjr. Stefana Przybyszewskiego – 1952–90 (w 1976 przedłużona do ulicy Augustów)[3]
- Stanisława Przybyszewskiego – od 1990[3]

Ulica Przybyszewskiego jest przykładem ciekawego pomysłu politycznej zmiany nazwy ulicy. Dokonano tego, wybierając nowego patrona ulicy, noszącego to samo nazwisko i pierwszą literę imienia. Pozwoliło to zniwelować koszty i problemy, związane z wymianą dokumentów, aktualizacją map, czy zakupem przez obywateli nowych tabliczek adresowych.

## Ważne obiekty na przebiegu ulicy
- początek: park im. Władysława Reymonta.
- nr 9: dom, do którego przybyła pierwsza grupa lotników angielskich w czerwcu 1941 roku.
- nr 10: willa Eugeniusza Geyera – została wzniesiona na przełomie XIX i XX wieku. Swoją bryłą nawiązuje do stylu renesansu. Jej wnętrza zajmuje Powiatowa Stacja Sanitarno-Epidemiologiczna.
- nr 12: budynek dawnej Fabryki Rassalskich, powstałej w 1926 roku. Firma Ignacego Rassalskiego zajmowała się produkcją lin i powrozów, wykorzystywanych w transporcie i przemyśle jako jedno największych tego typu przedsiębiorstw w ówczesnej Polsce[4].
- nr 16: dawne kino Wolność (przed wojną i w jej czasie Palladium).
- nr 17: dawny dom rodzinny Jacka Tramiela, twórcy Commodore International.
- nr 24: dawny dom Adolfa Steinerta.
- nr 28: budynek dawnego browaru Jerzego Keilicha, powstały w 1890 roku, jako następna inwestycja rodzinna, zaraz po browarze i fabryce octu Gustawa Geilicha. Jej właściciel, Jerzy Keilich, zginął tragicznie w wypadku samochodowym 17 lipca 1937 roku, na przejeździe kolejowym na Lublinku[5].
- nr 70: kamienica i zabudowania pofabryczne dawnej Fabryki Gustawa Fiszera, produkującej trutki na muchy i ozdoby do trumien[6].
- nr 85 (skrzyżowanie z ul. płk. Jana Kilińskiego): dawna fabryka Adama Ossera
- okolice nr 244 (skrzyżowanie z ul. Niciarnianą): przystanek kolejowy Łódź Zarzew
- nr 325: Cmentarz Zarzew
- kwartał ulic Przybyszewskiego/aleja Książąt Polskich/Zakładowa: Cmentarz Rzymskokatolicki pw. Wszystkich Świętych